# Вигитусручей
Вигитусручей — ручей в России, протекает по территории Ледмозерского сельского поселения Муезерского района и Боровского сельского поселения Калевальского района Республики Карелии. Длина ручья — 17 км.
Ручей берёт начало из ламбины без названия и далее течёт преимущественно в северо-западном направлении по заболоченной местности.
Ручей в общей сложности имеет три притока суммарной длиной 3,0 км.
Втекает с правого берега в реку Чирко-Кемь.
Населённые пункты на ручье отсутствуют.
Код объекта в государственном водном реестре — 02020000912202000004178.